# Jesús García (basket-ball)
Pour les articles homonymes, voir Jesús García et Garcia.
Jesús García, né le 24 février 1952, est un ancien joueur mexicain de basket-ball.